# 堺銀行
堺銀行（さかいぎんこう）は、明治期に大阪府堺市で設立された私立銀行。
1893年（明治25年）に、太田平次、河盛利兵衛ら16名の発起人によって設立。資本金は10万円、株式数2000株、1株額面50円、存立期間を20年とした。
初代頭取には太田平次、取締役には前川迪徳、藤本清七、河盛利兵衛、日置善作、監査役には木谷七平、中橋和之、吉村杢三郎が就任。
その後は順調に業績を伸ばすものの、明治34年の恐慌時には堺銀行も大きな打撃を受ける。明治37年公称資本金を40万に減資し損失金の補填を行う。
満期が近づいた1911年（明治44年）本店用地が阪堺軌道の線路用地として収用されることになり移転・新築問題が浮上。これを機に任意解散した。

## 沿革
- 1893年（明治25年）11月27日：設立発起人より株式会社堺銀行定款がまとまる。資本金10万円、株式数2000株。
- 1893年（明治25年）12月2日：設立御願を大阪府知事山田真道あてに提出。
- 1893年（明治25年）12月17日：設立。
- 1893年（明治25年）12月23日：取締役・監査役等を選出。
- 1894年（明治26年）1月6日：開業。
- 1894年（明治27年）1月22日：資本金30万円、株式数6,000株の増資を決議。
- 1894年（明治27年）12月16日：本店移転（堺市甲斐町）。
- 1894年（明治28年）9月9日：大阪支店開業（大阪府東区南本町4丁目）。
- 1896年（明治29年）1月12日：資本金60万円、株式数12,000株の増資を決議。
- 1901年（明治35年）4月：金融恐慌により取付騒ぎがおこる。
- 1901年（明治35年）7月20日：大阪支店廃止。
- 1903年（明治37年）1月30日：資本金40万円、株式数8000株に減資し損失金を補填。
- 1911年（明治44年）6月28日：任意解散。
- 1912年（明治45年）1月28日：清算終了。